# Tridente di Poseidone

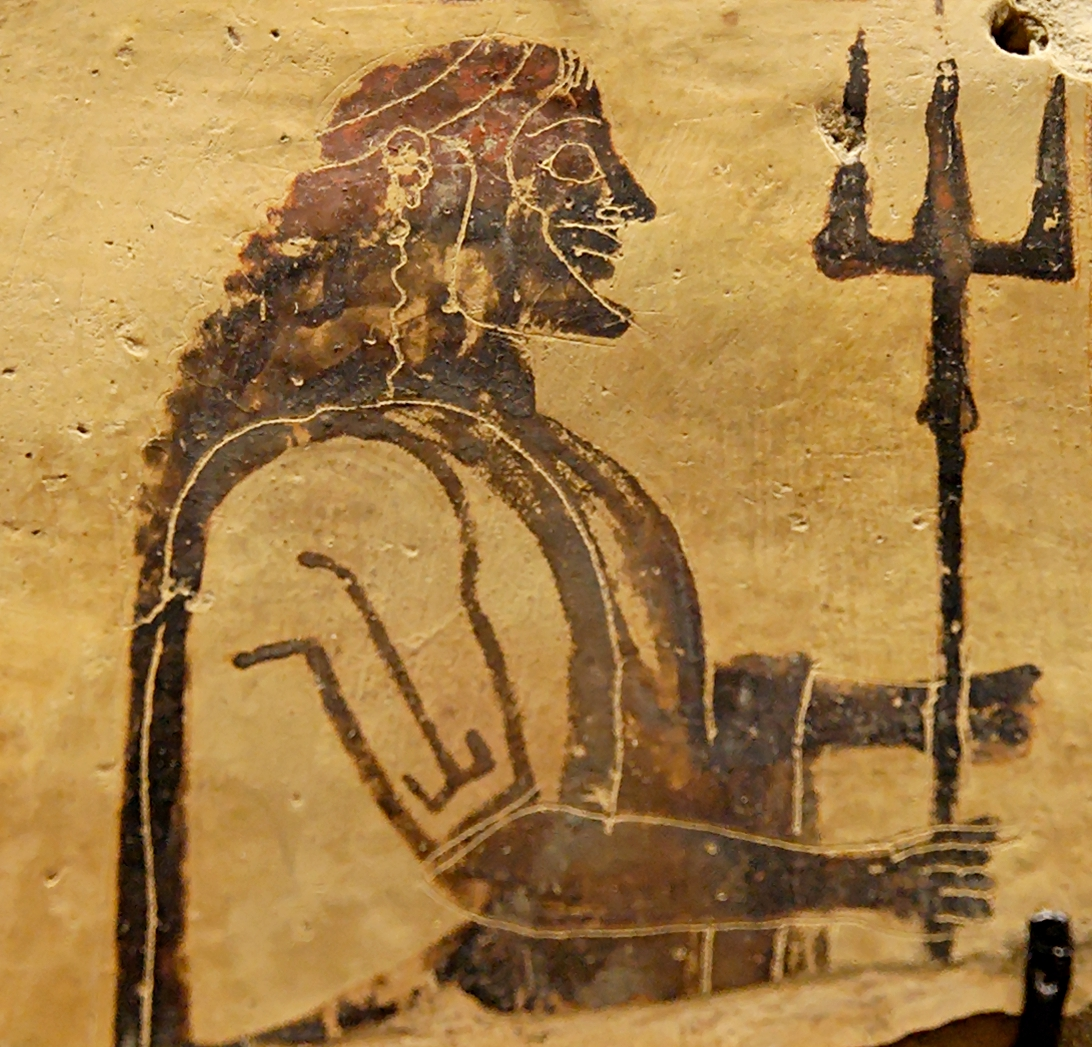
Poseidone con il suo tridente, placca corinzia, 550–525 a.C.

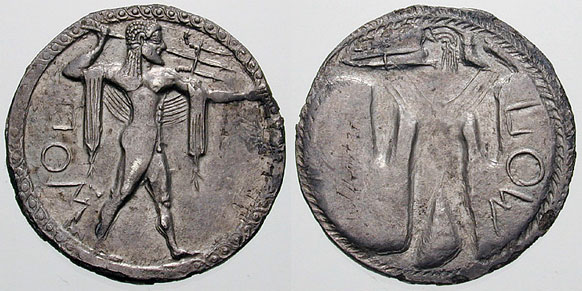
Moneta di Poseidonia, c. 530–500 a.C. Poseidone è visto brandire un tridente con una clamide drappeggiata sulle sue braccia.

Il tridente di Poseidone è un'arma leggendaria della mitologia greca. Si tratta dell'arma di Poseidone (dio greco del mare), e del suo equivalente romano Nettuno, ed è stato il loro tradizionale attributo divino in molte raffigurazioni antiche. Secondo la mitologia greca, il tridente venne forgiato per lui dai Ciclopi durante la Titanomachia, la grande guerra tra dei e titani.

## Mito
Nella mitologia greca, il tridente di Poseidone fu forgiato dai ciclopi (secondo la Bibliotheke di Pseudo-Apollodoro), che lo utilizzò durante la Titanomachia; da allora il tridente divenne il simbolo del potere del dio dei mari.
Poseidone brandisce il suo tridente in diverse occasioni. Usò il suo tridente per colpire una roccia sulla collina dell'Acropoli, producendo un pozzo d'acqua di mare, in quella che si trasformò in una contesa tra lui e Atena per il possesso dell'Attica. Quando perse, Poseidone usò il tridente per seccare la terra in modo che non avessero acqua. Il pozzo venne poi chiamato Eretteo. Esiste un ulteriore mito secondo cui Poseidone (Nettuno) produsse un cavallo colpendo la terra con il tridente, per rafforzare la sua affermazione, ma non c'è alcuna attestazione di ciò tra gli scrittori greci. La presunta impronta del tridente su una roccia e il pozzo marino all'interno dell'Eretteo furono testimoniati dal geografo Pausania durante una visita ad Atene.
In un altro mito, Poseidone crea una o più sorgenti con il colpo del suo tridente per premiare Amimone per il suo incontro con lui. In una versione di un altro mito Poseidone brandisce il suo tridente per spaventare un satiro che cerca di violentare Amimone dopo che lei lo ha erroneamente colpito con una lancia da caccia.
Esiste anche un mito secondo cui Poseidone tocca l'isola di Delo con il suo tridente, fissandolo saldamente al fondo del mare. Un altro mito racconta come Poseidone, infuriato per il comportamento sacrilego di Aiace il Minore, utilizzi il tridente per spaccare la roccia a cui Aiace era aggrappato.
Le monete più antiche di Poseidonia del VI secolo a.C. raffigurano il tridente brandito da Poseidone nella mano destra, simile al fulmine di Zeus. Una kylix attica a figure rosse del 475 a.C. raffigura Poseidone che uccide il gigante Polibote con il suo tridente.

## Simbolismo
Secondo il Secondo e il Terzo Mitografo Vaticano, il tridente di Nettuno simboleggia le tre proprietà dell'acqua: liquidità, fecondità e potabilità.
Il tridente di Nettuno era visto dallo studioso romano Maurus Servius Honoratus come tridente perché "si dice che il mare sia una terza parte del mondo, o perché ci sono tre tipi di acqua: mari, torrenti e fiumi".

## Ideologia moderna
L'opinione condivisa da Friedrich Wieseler, E. M. W. Tillyard e molti altri ricercatori è che il tridente di Poseidone sia una lancia da pesce, tipica dei greci che vivono sulla costa.
Secondo Robert Graves, tuttavia, sia il tridente di Poseidone che il fulmine di Zeus erano originariamente un labrys sacro, ma in seguito si distinsero l'uno dall'altro quando Poseidone divenne dio del mare, mentre Zeus rivendicò il diritto al fulmine.
Secondo una proposta concorrente di HB Walters, il tridente di Poseidone deriva dallo scettro di loto di Zeus, con Poseidone che è Zeus nel suo aspetto marino.

## Riferimenti moderni

La bandiera delle Barbados.

Al giorno d'oggi il tridente di Poseidone è un simbolo ricorrente. Appare sullo stemma del Consiglio comunale di Liverpool, sul sigillo della Marina greca e sullo stemma della confraternita Delta Delta Delta. È un motivo ricorrente nell'esercito americano, essendo presente sullo stemma dei Navy SEAL degli Stati Uniti e sul distintivo del cacciatorpediniere Classe Arleigh Burke USS John S. McCain della US Navy. Una serie di missili balistici della flotta americana Trident prende il nome dal tridente di Nettuno, così come dall'operazione Neptune Spear.
Personificazione della Gran Bretagna, la Britannia è raffigurata con il tridente di Poseidone come simbolo della potenza navale. La punta spezzata del tridente appare sulla bandiera delle Barbados. In questo caso, il riferimento è al suo utilizzo come tridente della Britannia, spezzato per simboleggiare la fine del dominio coloniale britannico.
Il logo della casa automobilistica Maserati si basa sul tridente della statua della fontana del Nettuno a Bologna.
Il tridente appare più volte anche nella cultura popolare. Il tridente di Poseidone è di proprietà del re Tritone (figlio di Poseidone) nel film d'animazione Disney del 1989 La Sirenetta e nei suoi sequel, prequel e spin-off. Il tridente di Poseidone è un artefatto magico con poteri distruttivi nel romanzo fantasy storico del 2015 di Michael Livingston The Shards of Heaven. Anche il franchise Disney Pirati dei Caraibi fa riferimento alle avventure di Jack Sparrow con il Tridente di Poseidone attraverso la serie di libri prequel di Jack Sparrow e successivamente nel quinto film Pirati dei Caraibi - La vendetta di Salazar.